# Xã Lorance, Quận Bollinger, Missouri
Xã Lorance (tiếng Anh: Lorance Township) là một xã thuộc quận Bollinger, tiểu bang Missouri, Hoa Kỳ. Năm 2010, dân số của xã này là 4.366 người.